# Сподній Хотич
Сподній Хотич (словен. Spodnji Hotič) — поселення в общині Літія, Осреднєсловенський регіон, Словенія. Висота над рівнем моря: 250,7 м.